# Ситівка
Ситівка — колишнє село в Україні. Знаходиться в Овруцькому районі Житомирської області. Підпорядковувалось Переїздівській сільській раді.

## Географія
Через колишнє село протікає річка Ситівка.

## Історія
У 1906 році в селі мешкало 111 осіб, налічувалось 16 дворових господарств.
У 1923—54 роках — адміністративний центр колишньої Ситівської сільської ради Овруцького району.
Населення у 1981 році — 70 осіб. Виселено через радіоактивне забруднення внаслідок аварії на ЧАЕС. Зняте з обліку 1995 року.